# 33536 Charpugdee
33536 Charpugdee è un asteroide della fascia principale. Scoperto nel 1999, presenta un'orbita caratterizzata da un semiasse maggiore pari a 2,4039108 UA e da un'eccentricità di 0,0830328, inclinata di 3,47088° rispetto all'eclittica.